# إدي يونت
إدي يونت (بالإنجليزية: Eddie Yount)‏ هو لاعب كرة قاعدة أمريكي، ولد في 19 ديسمبر 1915 في نيوتن في الولايات المتحدة، وتوفي بنفس المكان في 26 أكتوبر 1973.

## وصلات خارجية
- إدي يونت على موقعبيزبول رفرنس.كوم (الدوري الرئيسي) (الإنجليزية)
- إدي يونت على موقعبيزبول رفرنس.كوم (الدوري الثانوي) (الإنجليزية)